# Stazione di Diano Marina
Stazione di Diano Marina vasútállomás Olaszországban, Diano Marina településen.

## Vasútvonalak
Az állomást az alábbi vasútvonalak érintik:
- Genova–Ventimiglia-vasútvonal

## Kapcsolódó állomások
A vasútállomáshoz az alábbi állomások vannak a legközelebb:
- Stazione di Imperia Oneglia
- Stazione di Cervo-San Bartolomeo